# Hmelj
Hmelj (lat. Humulus) maleni biljni rod iz porodice konopljovki raširen po Euroaziji i Sjevernoj Americi. Postoji sedam priznatih vrsta od kojih je najznačajnija H. lupulus

## Vrste
1. Humulus americanus Nutt.
2. Humulus cordifolius Miq.
3. Humulus lupulus L.
4. Humulus neomexicanus (A.Nelson & Cockerell) Rydb.
5. Humulus pubescens (E.Small) Tembrock
6. Humulus scandens (Lour.) Merr.
7. Humulus yunnanensis Hu